# 鉤町王禹
禹（?—?），汉朝句町国王。
汉成帝河平年间，夜郎王兴与句町王禹、漏卧侯俞举兵相互攻击。牂柯郡太守请发兵诛杀他们，朝廷议论以为道远不可攻击，遣太中大夫蜀郡张匡持节和解。夜郎王兴等不从命，刻汉朝官员的木像，立在道旁射击。杜钦劝大将军王凤讨伐。大将军王凤于是推荐金城司马陈立为牂柯郡太守。陈立至牂柯，诛杀夜郎王兴。句町王禹、漏卧侯俞害怕，提供粟千斛，牛、羊犒劳汉朝吏士。
| 前任： 亡波 | 句町国王 前20年代 | 繼任： 鉤町王邯 |